# Brad Delson
Bradford Phillip Delson (Los Angeles, 1º dicembre 1977) è un chitarrista e produttore discografico statunitense, noto per la sua militanza nei Linkin Park.

## Biografia
Di origini ebraiche, Delson ha trascorso i suoi primi anni nel sobborgo losangelino di Agoura Hills. Ispirato da Guns N' Roses, Metallica, Deftones, Duran Duran, Dave Matthews Band e Sunny Day Real Estate, Delson iniziò ben presto a studiare chitarra. Durante l'esperienza liceale, Delson fece parte di un gruppo chiamato Relative Degree insieme al batterista Rob Bourdon. Il gruppo si sciolse dopo solo un concerto.
Durante lo stesso anno terminò gli studi alla Agoura High School e iniziò a frequentare il college dal 1996 al 2000, dove ottenne la laurea all'UCLA con specializzazione in Comunicazione; in seguito rinunciò agli studi di giurisprudenza, per proseguire la sua carriera musicale. Durante gli studi universitari, Delson militò in un gruppo chiamato The Pricks, nella quale era presente anche il suo compagno di stanza e bassista Phoenix. All'epoca si diede il soprannome di "Big Bad Brad" e iniziò a firmarsi con "BBB".
Il 16 settembre 2003 Delson si è sposato con Elisa Sara Boren, dalla quale ha avuto il figlio Jonah Taylor.

## Carriera
Nel 1997 Delson entrò negli Xero, gruppo fondato da Mike Shinoda e Mark Wakefield. Intorno allo stesso periodo ebbe l'occasione di lavorare con Jeff Blue il quale stava allora lavorando con i Matchbox 20 e con Macy Gray. Delson parlò a Blue del suo gruppo, convincendolo ad ascoltare i demo fino ad allora prodotti, e quest'ultimo divenne il loro manager. Pochi anni più tardi, dopo alcuni cambi di formazione, il gruppo divenne gli attuali Linkin Park, con i quali Delson ha pubblicato tutti e otto gli album in studio usciti tra il 2000 e il 2024.
Delson e Shinoda sono anche alla guida della Machine Shop Recordings, etichetta discografica fondata nel 2002 che ha prodotto i lavori di artisti come Holly Brook e Styles of Beyond, nonché tutte le pubblicazioni dei Linkin Park da Reanimation (2002). Nel 2005 ha collaborato all'album The Rising Tied dei Fort Minor (progetto parallelo di Shinoda) in qualità di produttore associato, mentre l'anno seguente ha realizzato un remix per Where'd You Go, singolo estratto dall'album.
In qualità di autore, Delson ha co-scritto gran parte dei brani tratti da Hybrid Theory, The Hunting Party e One More Light, oltre ai brani Make It Up as I Go e Running from My Shadow di Shinoda (entrambi presenti in Post Traumatic) e al singolo Waiting for Tomorrow di Martin Garrix e Pierce Fulton.

## Discografia
- 2000 – Hybrid Theory
- 2003 – Meteora
- 2007 – Minutes to Midnight
- 2010 – A Thousand Suns
- 2012 – Living Things
- 2014 – The Hunting Party
- 2017 – One More Light
- 2024 – From Zero